# Hour of restoration
Hour of restoration is het debuutalbum van de Amerikaanse band Magellan. 

## Inleiding
Deze band bestond in het begin uit de gebroeders Gardner en een bassist. Opmerkelijk was dat Magellan (op opnamen) geen drummer had, maar deze geluiden uit de elektronica haalde. Dat deed de band om zo’n manier, dat het voor de luisteraars (destijds) niet stoorde, terwijl binnen de progressieve rock in de jaren tachtig en negentig het vrijwel direct minpunten opleverde. De muziek op Hour of restoration is voor de progressieve rock aan de stevige kant, richting wat later progmetal zou worden genoemd. Die progressieve rock bevond zich ten tijde van de release in een diep dal, Magellan was een van de bands die trachtten het genre niet leven in de blazen. Ze deed dat op een nieuw platenlabel Magna Carta Records; het album werd één van de eerste uitgaven op dat label.  
Opnamen vonden plaats in de Teluride Studios (HOS Recording) in Menlo Park, Californië (Winner, Friends en Union Jack); augustus en september 1990. De andere tracks werden opgenomen in de Paradise Studios in Sacramento (Californië), juli en augustus 1991.

## Musici
- Wayne Gardner – gitaren, achtergrondzang
- Trent Gardner – toetsinstrumenten, zang
- Hal Stringfellow Imbrie – basgitaar, achtergrondzang

## Muziek
| Nr. | Titel                                  | Duur  |
| --- | -------------------------------------- | ----- |
| 1.  | Magna Carta (Trent Gardner)            | 14:45 |
| 2.  | The winner (Trent Gardner)             | 2:07  |
| 3.  | Friends of America (Trent Gardner)     | 3:27  |
| 4.  | Union Jack (Trent Gardner)             | 9:08  |
| 5.  | Another burning (Trent Gardner)        | 5:04  |
| 6.  | Just one bridge (Trent Gardner)        | 2:15  |
| 7.  | Breaking these circles (Trent Gardner) | 5:17  |
| 8.  | Turning point (Trent Gardner)          | 1:24  |

De track Magna Carta gaat dan ook nog eens over de Magna Carta ("John the king of England" en "We restored the rights of the common people"). Ook andere historisch gebeurtenissen zijn terug te vinden op het album, zoals de Falklandoorlog in Union Jack, de titel verwijst naar de bijnaam van de Vlag van het Verenigd Koninkrijk; in dat nummer is ook een toespraak van Winston Churchill te horen. Another burning gaan over de burgerrechtenbeweging in de jaren zestig. The winner gaat een heel andere kant op; het handelt over de progressieve rock zelf met syncopen, vreemde ritmes en toonsoorten.

## Nasleep
In het dankwoord werd Ian Anderson van Jethro Tull vermeld. Hij zou in een later stadium meespelen op een van Magellans albums en Trent en Ian speelde ook samen op een aantal tributealbums binnen de progressieve rock.
De ontvangst binnen de progressieve rock was matig; met name is er kritiek op de drukte, de fragmentarische opzet en kwaliteit van de zang. Het leek in die jaren allemaal wat vergezocht en geforceerd. Trent Gardner vond zichzelf overigens ook geen goed zanger, maar vond het (net) voldoende voor rock. Al deze euvels werden slechts gedeeltelijk opgelost bij de opnamen van de opvolgers. 
In 2015 volgde er een heruitgave in een combinatie met het tweede album. Dan zijn de meningen iets anders; men zou het album/de albums in 1991 en 1993 onderschat hebben; Dutch Progressie Rock Pages waardeerde het toen met 9 uit 10 punten. Latere terugblikken op het album bleven de verdeelde meningen tonen, van “alleen voor verzamelaars” tot “must have”.